# Johan Lorens Rutensparre
Johan Lorens Rutensparre, född den 15 januari 1752 på Gräfsnäs, död den 26 juli 1828 på Dal i Halland, var en svensk officer i flottan, kommendant på Carlstens fästning samt kapten på flera av flottans fartyg. Utöver detta var han även vetenskapsman inom främst agrikultur och ekonomi.

## Biografi
Johan Lorens Rutensparre föddes som son till kaptenen vid Malmö garnisonsregemente Claes Gustaf Rutensparre och dennes hustru Sigrid Ehrenstam. Han var sonson till Gustaf Rutensparre och dotterson till Lars Ehrenstam samt vidare brorson till Carl Rutensparre. Fadern dog dock redan den 1 augusti 1755 i Batavia, troligen på en resa till Ostindien.
Rutensparre skrevs in som volontär vid Fortifikationen redan 1759 och blev arklimästare vid sjöartilleriet den 7 augusti 1765. Han befordrades till löjtnant vid Amiralitetet den 5 juni 1771. Rutensparre deltog vid Gustav III:s oblodiga statskupp den 19 augusti 1772 och fick som belöning av kungen för sitt nit och sin trohet Svärdsorden den 15 september 1772. Han befordrades till kapten den 23 september 1777.
Under Gustav III:s ryska krig var han förlagd till Göteborg och Västkusten och tjänstgjorde bland annat ombord på fregatterna Bellona och Venus. Det var med dessa två fregatter han den 15 augusti 1788 lyckades äntra och kapa den ryska fregatten Kilduin utanför Skagen och föra detta fartyg och dess last om bland annat 128 kanoner, 16 000 kanonkulor och 22 ankare till Marstrand. Denna utrustning som sedan till god användning då Gustav III i oktober samma år förbättrade Göteborgs försvar mot det danska anfallet under Teaterkriget. För sin bragd blev Rutensparre befordrad till major. Under samma höst uppbringade han flera danska fartyg i Bohuslän som berövade den danska armén mycket utrustning och som bidrog till att stillestånd och sedermera fred kunde slutas med för Sverige goda villkor.
Efter kriget befordrades han den 9 maj 1792 till överste i armén samt till kommendant för Carlstens fästning. Han kvarstod i denna tjänst till den 16 juli 1799. Han blev även överste i flottan 1803 och chef för ett volontärkompani i Karlskrona 1804. Under åren 1807 och 1808 var han överkommendant vid Karlskronas sjökasteller, med bland annat Drottningskärs kastell och Kungsholms kastell.
Utöver sitt värv inom flottan var han även ledamot av Kungliga Vetenskaps- och Vitterhets-Samhället i Göteborg, korresponderade ledamot av Lantbruksakademien samt ledamot av Patriotiska sällskapet.
Johan Lorens Rutensparre dog 1828 på sin gård Dal i Halland.

### Familj
Rutensparre gifte sig den 18 november 1794 på Gåsevad med friherrinnan Brita Maria Hierta (1760–1824), som var dotter till generallöjtnanten Carl Hierta och dennes andra hustru Maria Charlotta von Plomgren.

### Forskning
Rutensparre skrev under sitt liv ett flertal vetenskapliga skrifter, oftast i ämnen som berörde jordbruk och ekonomi. Flera av dem gavs även ut, såsom;
- Anmärkningar om Sillfisket i Bohuslän
- Om vattens förvarande under sjöresor
- Försök att förekomma sot i hvete
- Försök att utröna klofverns avkastning

## Utmärkelser
- Riddare av Svärdsorden - 15 september 1772
- Riddare av Carl XIII:s orden - 23 januari 1819